# Верран, Хелен
Хелен Верран (Helen Watson Verran) — австралийский историк и философ науки, социолог, профессор Университета Чарльза Дарвина.

## Биография
Родилась в Австралии в Новом Южном Уэльсе в 1945 году. Окончила Университет Новой Англии и там же защитила докторскую диссертацию по биохимии в 1972 году. Около 8 лет преподавала естествознание в Университете Обафеми Аволово и в школах города Иле-Ифе, что в юго-западной Нигерии. В 1986 году возвратилась в Австралию, работала в Университете Мельбурна. С конца 1980-х годов Хелен Верран сотрудничала с австралийскими аборигенами Йолнгу в различных областях ‒ образование, экологические исследования, использование цифровых технологий. Проводила исследования в области истории и философию науки, постоколониальной социологии знания. Вышла на пенсию в 2012 году. На пенсии стала профессором Северного Института Университета Чарльза Дарвина.
Верран наиболее известна благодаря своей книге «Наука и африканская логика» (2001). В этой книге она, на обширном полевом материале работы учителем в школах Нигерии, рассматривает зависимость системы математического исчисления, системы обучения счету, от народных традиций, менталитета и жизненных практик. Верран описывает, как она пришла к выводу о том, что логика и математика являются социокультурно обусловленными. Она показывает, что в отличие от модели «один-ко-многим» (one-to-many model), используемой в западных системах исчисления, мышление народа Йоруба работает по-другому. Оно рассматривает вещи как целые и как их части. Количество не является абсолютно существующим. Его существование покоится не на абстрактной логике, а на культурных практиках и мысленных ассоциациях.
Внесла вклад в становление акторно-сетевой теории, сотрудничала с Джоном Ло.

## Признание и награды
- В 2003 году получила Премию Людвика Флека, присуждаемую Обществом социальных исследований науки, за книгу «Наука и африканская логика» (2001)[1].

## Публикации
- Numbers Performing Nature in Quantitative Valuing // NatureCulture. 2013. 2. 23-37.
- Engagements between disparate knowledge traditions: Toward doing difference generatively and in good faith. // Contested Ecologies: Dialogues in the South on Nature and Knowledge. HSRC Press. 2013. 141—162.
- Number. // Inventive Methods: The happening of the social. Routledge. 2012. 110—124.
- Ethnographic stories as generalizations that intervene. // Science Studies: an interdisciplinary journal for science and technology studies. 2012. 25:37-51.
- On Assemblage. // Assembling Culture. Routledge. 2011. 163—176.
- Comparison as Participant. // Common Knowledge. 2011. 17:64-70.
- Doing Difference Together — Towards a Dialogue with Aboriginal Knowledge Authorities Through an Australian Comparative Empirical Philosophical Inquiry. // Culture and Dialogue. 2011. 1:21-36.
- Imagining nature politics in the era of Australia’s emerging market in environmental services interventions. // Sociological Review. 2011. 59:411-431.
- The changing lives of measures and values: from centre stage in the fading 'disciplinary' society to pervasive background instrument in the emergent 'control' society. // Sociological Review. 2011. 59:60-72.
- Managing Ontological Tensions in Learning to be an Aboriginal Ranger: Inductions into a Strategic Cross-Cultural Knowledge Community. // Learning Communities: international journal of learning in social contexts. 2010:2-18.
- Number as an inventive frontier in knowing and working Australia’s water resources. // Anthropological Theory. 2010. 10:171-178.
- ON BEING A ‘LANGUAGE AND CULTURE’ LEARNER IN A YOLŊU WORLD. // Learning Communities: international journal of learning in social contexts. 2010:84-90. 2010
- Design as Knowledge / Knowledge as Designed. // Different Logics of Seeing and Thinking. 13-16. 2010
- Natural Resource Management’s 'Nature' and its Politics. // Communication, Politics & Culture. 2009. 42:3-18.
- On Assemblage. Indigenous knowledge and digital media (2003-6), and HMS Investigator (1800—1805). // Journal of cultural economy. 2009. 2:169-182.
- Science and the Dreaming. // Issues Magazine. 2008. 82.
- Knowledge Systems of the Aboriginal Australians: Questions and Answers arising in Databasing Project. // Encyclopaedia of the History of Non-Western Science: Natural Sciences. Technology and Medicine. Kluwer Academic Publishers. 2007. 490—494.
- Software for educating aboriginal children about place. // Education and Technology. Rowman & Littlefield. chapter 8-chapter 9. 2007.
- The Educational value of Explicit Non-Coherence. // Education and technology: Critical Perspectives, Possible Futures. Lexington Books. 2007. 101—124.
- Designing digital knowledge management tools with Aboriginal Australians. // Digital Creativity. 2007. 18:129-142.
- Metaphysics and learning. // Learning Inquiry. 2007. 1:31-39.
- The Telling Challenge of Africa’s Economies. // African Studies Review. 2007. 50:163-182.
- Using/designing digital technologies of representation in Aboriginal Australian Knowledge Practices. // Human Technology — An Interdisciplinary Journal on Humans in ICT Environments. 2007. 3:214-227.
- On Seeing the Generative Possibilites of Dalit neo-Buddhist Thought. // Social Epistemology. 2005. 19:33-48.
- A Story About Doing «The Dreaming». // Postcolonial Studies: culture, politics, economy. 2004. 7:149-164.
- «Transferring» strategies of land management: the knowledge practices of indigenous landowners and environmental scientists. // Research in science and technology studies: knowledge and technology transfer. Elsevier Science. 2002. 155—181.
- A postcolonial moment in science studies: alternative firing regimes of environmental scientists and aboriginal landowners. // Social Studies of Science. 2002. 32:729-762.
- Science and an African Logic. University of Chicago Press. 2001. 285 pages. ISBN 978-0226853918
- Re-imagining land ownership in Australia // Postcolonial Studies. 1998. Vol 1. No 2. 237—254.
- Singing the Land, Signing the Land. Deakin University Press, 1989. (with Chambers, David Wade). ISBN 0-7300-0696-4.